# Eilema kuatunica
Eilema kuatunica là một loài bướm đêm thuộc phân họ Arctiinae, họ Erebidae.